# Serie A 1991/1992
Soutěžní ročník Serie A 1991/92 byl 90. ročník nejvyšší italské fotbalové ligy a 60. ročník od založení Serie A. Soutěž začala 1. září 1991 a skončila 24. května 1992. Účastnilo se jí opět 18 týmů z toho 14 se kvalifikovalo z minulého ročníku. Poslední čtyři týmy předchozího ročníku, jimiž byli US Lecce, Pisa SC, AC Cesena a poslední tým ročníku - Bologna FC, sestoupily do druhé ligy. Opačným směrem putovali čtyři týmy, jimiž byli Foggia Calcio (vítěz druhé ligy), Verona FC, US Cremonese a Ascoli Calcio 1898.
Diego Armando Maradona byl 17. března 1991 pozitivně testován na kokain a v sezoně nenastoupil, protože měl distanc na 1 a půl roku.
Titul v soutěži obhajoval klub UC Sampdoria, který v minulém ročníku získal své 1. prvenství v soutěži.

## Přestupy hráčů
| Jméno                 | odkud                  | kam                |                        |
| --------------------- | ---------------------- | ------------------ | ---------------------- |
| Dino Baggio           | Turín Calcio           | Juventus FC        | (odeslán na hostování) |
| Jürgen Kohler         | Bayern Mnichov         | Juventus FC        |                        |
| Antonio Conte         | US Lecce               | Juventus FC        |                        |
| Stefan Reuter         | Bayern Mnichov         | Juventus FC        |                        |
| Angelo Peruzzi        | AS Řím                 | Juventus FC        |                        |
| Thomas Häßler         | Juventus FC            | AS Řím             |                        |
| Claudio Caniggia      | Verona FC              | AS Řím             |                        |
| Thomas Doll           | Hamburger SV           | SS Lazio           |                        |
| David Platt           | Aston Villa FC         | AS Bari            |                        |
| Gabriel Batistuta     | CA Boca Juniors        | AC Fiorentina      |                        |
| Mazinho               | US Lecce               | AC Fiorentina      |                        |
| Luboš Kubík           | AC Fiorentina          | FC Metz            |                        |
| Zvonimir Boban        | GNK Dinamo Zagreb      | Milán AC           | (odeslán na hostování) |
| Dragan Stojković      | Olympique de Marseille | Verona FC          |                        |
| Laurent Blanc         | Montpellier HSC        | SSC Neapol         |                        |
| Walter Casagrande     | Ascoli Calcio 1898     | Turín Calcio       |                        |
| Enzo Scifo            | AJ Auxerre             | Turín Calcio       |                        |
| Oleksij Mychajlyčenko | UC Sampdoria           | Glasgow Rangers    |                        |
| Igor Šalimov          | FK Spartak Moskva      | Foggia Calcio      |                        |
| Dan Petrescu          | FC Dinamo București    | Foggia Calcio      |                        |
| Oliver Bierhoff       | Casino Salzburg        | Ascoli Calcio 1898 |                        |

## Složení ligy v tomto ročníku
| Klub               | Město         | Stadión                 | Kapacita | Trenér                                                     | 1990/91          |
| ------------------ | ------------- | ----------------------- | -------- | ---------------------------------------------------------- | ---------------- |
| Ascoli Calcio 1898 | Ascoli Piceno | Cino e Lillo Del Duca   | 28 000   | Giancarlo De Sisti (do 9. kola) Massimo Cacciatori         | Serie B          |
| AS Bari            | Bari          | San Nicola              | 58 700   | Gaetano Salvemini (do 5. kola) Zbigniew Boniek             | 13.              |
| Atalanta BC        | Bergamo       | Atleti Azzurri d'Italia | 43 000   | Bruno Giorgi                                               | 10.              |
| Cagliari Calcio    | Cagliari      | Sant'Elia               | 40 900   | Massimo Giacomini (do 6. kola) Carlo Mazzone               | 14.              |
| US Cremonese       | Cremona       | Giovanni Zini           | 20 600   | Gustavo Giagnoni                                           | Serie B          |
| AC Fiorentina      | Florencie     | Artemio Franchi         | 46 000   | Sebastião Lazaroni (do 5. kola) Luigi Radice               | 12.              |
| Foggia Calcio      | Foggia        | Pino Zaccheria          | 25 800   | Zdeněk Zeman                                               | Serie B          |
| Janov 1893         | Janov         | Luigi Ferraris          | 40 000   | Osvaldo Bagnoli                                            | 4.               |
| UC Sampdoria       | Janov         | Luigi Ferraris          | 40 000   | Narciso Pezzotti + Vujadin Boškov                          |                  |
| Milán AC           | Milán         | Giuseppe Meazza         | 85 700   | Fabio Capello                                              | Stříbrná medaile |
| FC Inter Milán     | Milán         | Giuseppe Meazza         | 85 700   | Corrado Orrico (do 17. kola) Luis Suárez Miramontes        | Bronzová medaile |
| SSC Neapol         | Neapol        | San Paolo               | 76 800   | Claudio Ranieri                                            | 8.               |
| AC Parma           | Parma         | Ennio Tardini           | 13 500   | Nevio Scala                                                | 6.               |
| AS Řím             | Řím           | Olimpico                | 82 900   | Ottavio Bianchi                                            | 9.               |
| SS Lazio           | Řím           | Olimpico                | 82 900   | Dino Zoff                                                  | 11.              |
| Juventus FC        | Turín         | Delle Alpi              | 77 500   | Giovanni Trapattoni                                        | 7.               |
| Turín Calcio       | Turín         | Delle Alpi              | 77 500   | Emiliano Mondonico                                         | 5.               |
| Verona FC          | Verona        | Marc'Antonio Bentegodi  | 41 000   | Eugenio Fascetti (do 25. kola) Mario Corso + Nils Liedholm | Serie B          |

## Tabulka
| Poř. | Tým                | Z  | V  | R  | P  | VG | OG | B  |
| ---- | ------------------ | -- | -- | -- | -- | -- | -- | -- |
| 1.   | Milán AC           | 34 | 22 | 12 | 0  | 74 | 21 | 56 |
| 2.   | Juventus FC        | 34 | 18 | 12 | 4  | 45 | 22 | 48 |
| 3.   | Turín Calcio       | 34 | 14 | 15 | 5  | 42 | 20 | 43 |
| 4.   | SSC Neapol         | 34 | 15 | 12 | 7  | 56 | 40 | 42 |
| 5.   | AS Řím             | 34 | 13 | 14 | 7  | 37 | 31 | 40 |
| 6.   | UC Sampdoria       | 34 | 11 | 16 | 7  | 38 | 31 | 38 |
| 7.   | AC Parma           | 34 | 11 | 16 | 7  | 32 | 28 | 38 |
| 8.   | FC Inter Milán     | 34 | 10 | 17 | 7  | 28 | 28 | 37 |
| 9.   | Foggia Calcio      | 34 | 12 | 11 | 11 | 58 | 58 | 35 |
| 10.  | SS Lazio           | 34 | 11 | 12 | 11 | 43 | 40 | 34 |
| 11.  | Atalanta BC        | 34 | 10 | 14 | 10 | 31 | 33 | 34 |
| 12.  | AC Fiorentina      | 34 | 10 | 12 | 12 | 44 | 41 | 32 |
| 13.  | Cagliari Calcio    | 34 | 7  | 15 | 12 | 30 | 34 | 29 |
| 14.  | Janov 1893         | 34 | 9  | 11 | 14 | 35 | 47 | 29 |
| 15.  | AS Bari            | 34 | 6  | 10 | 18 | 26 | 47 | 22 |
| 16.  | Verona FC          | 34 | 7  | 7  | 20 | 24 | 57 | 21 |
| 17.  | US Cremonese       | 34 | 5  | 10 | 19 | 27 | 49 | 20 |
| 18.  | Ascoli Calcio 1898 | 34 | 4  | 6  | 24 | 25 | 68 | 14 |

Poznámky
- Z = Odehrané zápasy; V = Vítězství; R = Remízy; P = Prohry; VG = Vstřelené góly; OG = Obdržené góly; B = Body
- za výhru 2 body, za remízu 1 bod, za prohru 0 bodů.

|  | Přímý postup do Ligy mistrů 1992/93 |
|  | Přímý Postup do Poháru UEFA 1992/93 |
|  | Přímý postup do Poháru PVP 1992/93  |
|  | Sestup do Serie B 1992/93           |

## Střelecká listina
Nejlepším střelcem tohoto ročníku Serie A se stal nizozemský útočník Marco van Basten. Hráč Milán AC vstřelil 25 branek.
| P. | Nár        | Hráč              | Tým           | Branky |
| -- | ---------- | ----------------- | ------------- | ------ |
| 1. | Nizozemsko | Marco van Basten  | Milán AC      | 25     |
| 2. | Itálie     | Roberto Baggio    | Juventus FC   | 18     |
| 3. | Itálie     | Francesco Baiano  | Foggia Calcio | 16     |
| 4. | Brazílie   | Careca            | SSC Neapol    | 15     |
| 5. | Argentina  | Gabriel Batistuta | AC Fiorentina | 13     |
| 5. | Německo    | Karl-Heinz Riedle | SS Lazio      | 13     |
| 5. | Uruguay    | Rubén Sosa Ardaiz | SS Lazio      | 13     |
| 8. | Itálie     | Gianfranco Zola   | SSC Neapol    | 12     |
| 9. | Anglie     | David Platt       | AS Bari       | 11     |
| 9. | Itálie     | Giuseppe Signori  | Foggia Calcio | 11     |
| 9. | Česko      | Tomáš Skuhravý    | Janov 1893    | 11     |
| 9. | Itálie     | Gianluca Vialli   | UC Sampdoria  | 11     |

## Vítěz
| Serie A 1991/92 AC Milán (12. titul) |